# Kukavičevke
Kukavičevke ali orhideje (znanstveno ime Orchidaceae) so botanična družina, ki obsega več kot 30.000 različnih vrst in podvrst. Največ vrst najdemo v tropskih predelih Južne Amerike in jugovzhodne Azije. V Evropi raste okoli 300 vrst, v Sloveniji pa je bilo do sedaj najdenih 83 vrst in podvrst.

## Rastišča
Mnoge od kukavičevk zaradi pomanjkanja svetlobe na gozdnih tleh rastejo na deblih in vejah dreves. Takim rastlinam pravimo epifiti. Za življenje jim zadošča zračna vlaga in deževnica. 
Nekatere kukavice rastejo na tleh in jih imenujemo terestrične (zemeljske) orhideje. Take so vse vrste, ki rastejo v Sloveniji. Rezervo hranil za svojo spomladansko rast shranjujejo v podzemnih organih različnih oblik.

## Cvet
Cvet kukavičevk je someren in sestavljen iz šestih cvetnih listov, ki so razvrščeni v dveh vretencih: zunanjem vretencu treh listov (sepal) in notranjem vretencu treh listov (petal), od katerih največjemu srednjemu listu pravimo medena ustna (labelum). Medena ustna je navadno podaljšana v ostrogo, v katerih se nahajajo žleze.

## Opraševanje
Nekatere vrste orhidej (predvsem vrste iz rodu Ophrys) imajo cvetove podobne samicam žuželk, zato privabljajo le samce, ki so edini opraševalci. Poleg oblike in barve, ki spominja na samico, izločajo cvetovi tudi podobne snovi, kot jih izločajo samice v času parjenja. S temi snovmi privabljajo opraševalce na daljavo. Na cvetu se opraševalci usmerjajo po optičnih znakih. Dlakavost ustne in vzorci izzovejo ob dotiku pri samcih paritveni nagon; pri tem samci prevzamejo cvetni prah pelod in ga nato odnesejo na drug cvet.
Pri lepem čeveljcu (Cypripedium calceolus L.) avtosterilnost ali navzkrižno opraševanje zagotavlja poseben mehanizem. Na napihnjeni medeni ustni so posebna mesta, na katera se lovijo žuželke (zlasti zemeljske čebele). Rob medne ustne je izjemno gladek, oljnat in žuželke padejo v notranjost medene ustne. Tudi notranje stene medene ustne so gladke, tako da žuželka ne more iz ne. Ujeta zemeljska čebela lahko pride iz medene ustne le skozi stranski izhod. Pri tem mora mimo lepljive brazde, na kateri odloži pelod, ki ga je prinesla iz drugih cvetov. Na svoji poti mora tudi mimo prašnikov in iz cveta odnese pelod. Tako je samooprašitev cvetov povsem izključena.

## Rast in razvoj rastline
Semena kukavičevk nimajo rezervnih snovi, zato po kalitvi ne morejo hraniti rastlinsko zasnovo. Vlogo prehranjevanja opravljajo glive pestunje in mlade rastlinice postanejo odvisne od gljive pestunje. Šele po nekaj letih se razvijejo prvi zeleni listi, cveteti pa pričnejo šele po nekaj letih. Odrasle rastline ostanejo v tesni povezavi s hifami gliv (endotropna mikoriza), ki orhidejo oskrbuje z vodo in hranilnimi rudninskimi snovmi, v zamenjavo pa gliva črpa iz orhideje organske hranilne snovi. Obe, orhideja in gliva imata pri term korist — tak odnos imenujemo simbioza. Rjava gnezdovnica (Neottia nidus - avis (L.) Rich.), ki je ena redkih vrst kukavičevk, ki nima klorofila, je razvila poseben odnos z glivami, ki močno spominja na parazitizem oziroma na saprofitizem, ker ima v term odnosu korist le gnezdovnica.

## Ogroženost
Zelo zapleten razvoj in velike občutljivosti na gnojila povzroča, da so kukavičevke zelo ogrožena družina rastlin v Sloveniji. Večina vrst je zaščitenih.

## Zanimivosti
Ena najbolj znanih vrst orhidej je vanilija, ki je tudi ena redkih uporabnih vrst orhidej. V Sloveniji pa so najbolj znane Orhideje zagotovo murke (Nigritella sp.), ki imajo pomembno mesto v pesmi Tam kjer murke cveto Slavka Avsenika.
- Fuchsova prstasta kukavica - Dactylorhiza maculata ssp. fuchsii
- Rjava gnezdovnica - Neottia nidus - avis
- Zvezdnata kukavica - Orchis mascula subsp. speciosa
- Cvet vanilije - Vanilla sp.
- Socvetje relikanove murke - Nigritella rhellicani
- Lepi čeveljci - Cypripedium calceolus